# Шубина, Варвара Александровна
Варвара Александровна Шубина (род. 8 июля 2002, Москва) — российская волейболистка, либеро.

## Биография
Начала заниматься волейболом в 10-летнем возрасте в московской СДЮШОР № 65 «Ника» у тренеров И. В. Распутного и В. Л. Хрущёвой. В 2017—2018 выступала за молодёжный состав московского «Динамо», а с 2018 — за фарм-команду «Уралочки-НТМК» в Молодёжной и (с 2019) высшей лиге «А» чемпионата России.
В 2021 заключила контракт с ВК «Спарта» (Нижний Новгород), в составе которого дебютировала в суперлиге чемпионата России.
В 2018—2019 играла за юниорскую, а в 2021 — за молодёжную сборные России. Чемпионка Европы среди девушек 2018, бронзовый призёр молодёжного чемпионата мира 2021.

### Клубная карьера
- 2017—2018 —  «Динамо»-2 (Москва) — молодёжная лига;
- 2018—2021 —  «Уралочка-НТМК»-2/«Уралочка»-2-УрГЭУ (Свердловская область) — молодёжная лига и высшая лига «А»;
- 2021—2024 —  «Спарта» (Нижний Новгород) — суперлига;
- с 2024 —  «Динамо» (Краснодар) — суперлига.

## Достижения

### Клубные
- победитель (2019) и бронзовый призёр (2018) Молодёжной лиги чемпионата России.
- победитель розыгрыша Кубка Молодёжной лиги 2018.
- серебряный призёр чемпионата России среди команд высшей лиги «А» 2021.

### Со сборными
- бронзовый призёр чемпионата мира среди молодёжных команд 2021.
- чемпионка Европы среди девушек 2018.
- победитель Европейского юношеского олимпийского фестиваля 2019.
- бронзовый призёр Всероссийской спартакиады 2022 в составе сборной федеральной территории «Сириус».